# 比杆赛
比杆赛（Stroke play），是高尔夫球赛中的一种主要赛制，比杆赛根据球手在数个球洞内取得的总杆数进行比较，其中杆数最低者获得优胜。
其相对于比洞赛而言，比桿賽的規則顯得更加公平，所以大多数高尔夫球赛都选择了比杆赛作為主要规则，但仍有少数著名赛事延续了比洞赛这一较为古老的赛制，其中包括埃森哲比洞赛、莱德杯和总统杯等比赛。

## 计分
球手在每一洞记录下挥杆进洞的杆数，并在规定的洞数结束后累计总的杆数。总杆数最低者为比赛优胜者。在差点计分比赛中，球员要根据总成绩和各自的差点计算分差，最后决定优胜名次
一般每位球手的成绩会与该洞的标准杆数以及其他球手的成绩相比较。例如一位选手击出的杆数比该洞的标准杆数多出3杆，那么他的成绩会显示为“+3”。
如果在规定的洞数内球手击出的总杆数相同，那么将举行附加赛决定最终胜负。

### 附加赛
大多数比赛中对于相同成绩的球手的情况，都会采用附加赛方式解决。如果经过若干轮附加赛后仍无法决出输赢，那么可能会采用突然死亡法决定冠军归属。
许多大赛的附加赛方式都有所不同。在美国公开赛中，附加赛需要再打18洞比赛；但PGA锦标赛和英国公开赛只需要球手打3到4轮附加赛即可；而在大多数PGA巡回赛和美国名人赛中，附加赛以突然死亡法的方式进行。在用时较久的附加赛中，如果仍有2名以上选手难分上下，那么往往会改用突然死亡法决定冠军。

## 脚注
1. ↑  . USGA.   [2009-07-21]. （原始内容存档于2014-10-25）.